# صفية المهندس
صفية زكي محمد المهندس، (1922 -2007) مذيعة مصرية ، لُقبت بأُمّ الإذاعيين المصريين، والدها اللغوى زكي محمد المهندس وأخوها الفنان الراحل فؤاد المهندس.

## عن حياتها
ولدت صفية زكي محمد المهندس في الثاني عشر من ديسمبر/ كانون الأول عام 1922 في واحد من أعرق أحياء القاهرة، وهو حي العباسية، لأسرة عريقة، حيث كان والدها زكي محمد المهندس عميدا لكلية دار العلوم، ونائبا لرئيس مجمع اللغة العربية، في تلك الفترة التي كان فيها عميد الأدب العربي طه حسين رئيسا للمجمع، وشقيقها الأصغر منها هو الفنان فؤاد المهندس ، وشقيقتها السيدة «درية المهندس».
والتحقت بمدرسة السنية في العام 1937 وأظهرت براعة وتفوقا في دراستها، وإلى جانب ذلك انضمت للنشاط الاجتماعي بالمدرسة، فكانت عضوا بارزا في جماعة الخطابة المدرسية، لما لها من تميز واضح في كتابة ونطق اللغة العربية بأسلوب بسيط ومنمق، بسبب اهتمام الأسرة باللغة العربية، وتحديدا والدها، وهو ما انعكس على الأبناء، وتحديدا فؤاد وصفية.
ولم تكتف بتمكنها من ملكة الخطابة، بل أغراها ذلك بالانضمام إلى فريق التمثيل أيضا، وبعد حصولها على شهادة البكالوريا التحقت بكلية الآداب قسم اللغة الإنجليزية لتحصل على الليسانس عام 1945 وقد أقنعها صديقا والدها رائدا الإذاعة المصرية آنذاك، الإذاعي محمد فتحي وعبد الوهاب يوسف، بالعمل في الإذاعة المصرية، وهو اقتراح لاقى قبولها وترحيبها، وفي الوقت نفسه لتحقيق أمنية عزيزة عليها تمنتها طويلا منذ اشتراكها في فريق الخطابة والإذاعة المدرسية ، وأجرت الاختبار في الإسكندرية تحت إشراف الإذاعي الكبير محمد محمود شعبان أو «بابا شارو» الذي أجازها كمذيعة بالإذاعة، وبعدها كانت الانطلاقة الكبيرة لمسيرة الإعلامية رائدة الإذاعة المصرية، حيث بدأت بنجاحات متتالية، منذ العام 1945 كمذيعة للهواء وبعد عامين أصبحت مسؤولة عن ركن المرأة في الإذاعة المصرية ومديرة لبرامج المنوعات، ثم مديرة البرنامج العام وتدرجت في العديد من المناصب القيادية بالإذاعة قبل أن تتولى رئاسة الإذاعة، كأول سيدة تتولى هذا المنصب المهم في السابع والعشرين من سبتمبر/ أيلول 1975 وحتى الحادي عشر من ديسمبر/ كانون الأول 1982 لبلوغها سن التقاعد، غير أن علاقتها بالميكرفون لم تنقطع بإحالتها للتقاعد، فاستمرت في تقديم برامجها الشهيرة حتى فترة قصيرة قبيل رحيلها.
عشقت صفية المهندس الإذاعة بشكل لا حدود له، وهو ما جعلها ترفض كل إغراءات الصورة والظهور من خلال التلفزيون، حيث انهالت عليها عروض عدة منذ دخول التلفزيون مصر في العام،1960 إلا أنها رفضت بشكل قاطع مغادرة موقعها خلف ميكرفون الإذاعة، وظلت وفية له طوال رحلتها معه. وخلال سنوات عملها بالإذاعة تخرجت على يديها أجيال عدة وتتلمذ عدد كبير من كبار الإذاعيين والإعلاميين عملت على صقل مواهبهم وتقديمهم حتى استحقت عن جدارة لقب “أم الإذاعيين”، وأقيم لها احتفال كبير بمناسبة حصولها على هذا اللقب وكانت سعيدة جدا به.

## مشوارها الاذاعي
كان مشوار صفية المهندس طويلا، بدأته في العام 1947 من خلال برامج المرأة بداية ببرنامج “ركن المرأة”، حيث لم يكن هناك برنامج خاص للمرأة في الإذاعة المصرية من قبل ولهذا كانت تجمع أحاديث السيدات المشهورات مثل أمينة السعيد وبنت الشاطئ والدكتورة سهير القلماوي لتذيعها في برنامجها ثم أعدت برنامجها الشهير «ربات البيوت» والذي كان يشتمل على التمثيلية والأحاديث التربوية والبرنامج الدرامي يوميات عائلة مصرية وهي «عائلة مرزوق أفندي».
كانت بداية صفية المهندس بالإذاعة كمذيعة وقارئة نشرة أخبار وكانت أول امرأة تقتحم هذا المجال، وكانت قائدة للعاملين بعقل صاحبة الخبرة وقلب الأم التي تحنو على الجميع وترعاهم وتفسح الطريق أمامهم وتمنحهم الفرص الإعلامية داخل الإذاعة، وكان هذا مفتاح شخصيتها وسر نجاحها وتألقها في مسيرتها وسر تفوقها وريادتها في تقديم برامج المرأة وكانت الأم الحانية أستاذة في فن الحياة والعمل وتوجيه الأسرة المصرية من خلال “روشتة” نجاح وتوافق وحرص على القيم الأصيلة وتوجيه المرأة وبناء وعيها والدعوة للتماسك الأسري.

## زواجها
تزوجت من الإذاعى محمد محمود شعبان (بابا شارو) ، وحصلت على درجة ليسانس الآداب قسم لغة إنجليزية.وهى من مؤسسى الإذاعة المصرية ومن أوائل الأصوات النسائية. شاركت في ركن المرأة والذي تحول إلى برنامج (ربات البيوت) قدمت فيه حلول لمشاكل كثيرة كانت تبعث لها عن طريق البريد على عنوان الإذاعة في برنامج ربات البيوت. حازت على العديد من الجوائز من وزارة الثقافة والاعلام ونقابة الأطباء ، وكان زوجها محمد شعبان في وقت تقدم صفية للعمل بالإذاعة عام 1947 رئيسا للإذاعة، ويبدو أن اختباره لها لم يكن فقط لمجرد إجازتها للعمل كمذيعة بقدر ما كان لإجازتها كزوجة له، حيث لم يمض وقت طويل على التحاقها بالعمل حتى تزوجها، في حين كان يعاملها أسوأ معاملة وعندما تقدم لزواجها اندهش الجميع لكنه قال لها: “كنت أعاملك هكذا حتى أجرب مدى قدراتك على الاحتمال” وحدث الزواج في نهاية 1950 وكان نقلة نوعية في حياتها وأصبح كل منهما سببا في نجاح الآخر وقدما نموذجا رفيعا لأسرة مصرية ناجحة وأبناء نابغين وانفراد كل منهما بمجاله فاختار “بابا شارو” مملكة الطفل وبينما اختارت صفية مملكة المرأة وكانت جائزة كل منهما حب الملايين من المستمعين.

## لقبها
اشتهرت  صفية المهندس بلقب «أم الإذاعيين» ليس لكبر سنها، أو لأنها كانت اسما بارزا وعاصرت جيل الرواد الأوائل من الإذاعيين، بل لأنها كانت بالفعل أما لكل الإذاعيين بما اشتهرت به من حب وعطف وتقديم العون للجميع، وعدم البخل بخبراتها الطويلة لأي من الأجيال التالية لها، فضلا عما قدمته من برامج وأعمال إذاعية تمس الأسرة المصرية، والمرأة العربية بشكل عام. كما أنها تعد أول صوت نسائي إذاعي انطلق ليس في الإذاعة المصرية فحسب، بل في إذاعات المشرق العربي كله، فاستحقت اللقب عن جدارة، وربما لم ينافسها فيه غيرها سواء في حياتها أو بعد رحيلها.

## مناصبها
- مشرفة على برنامج المرأة عام 1965
- مديرة عامة لإذاعة البرنامج العام عام،1967.
- نائب رئيس الإذاعة.
- رئيسة للإذاعة في الفترة من عام 1975 حتى عام،1982 حتى أحيلت إلى التقاعد في عام،1982
- عضو مجلس أمناء اتحاد الإذاعة والتلفزيون 1999 .
- عضو مجلس الشورى.
- عضو المجلس القومي للفنون.

## وفاتها
توفيت الاذاعية صفية المهندس في 13 يونيو/ حزيران عام 2007 عن عمر يناهز 84 عاما وتركت لنا تراثا إذاعيا عظيما.

## وصلات خارجية
- صفية المهندس بقلم: فاروق شوشة، الأهرام في 24 يونيو 2007
- مجرد رأي بقلم: صلاح منتصر، الأهرام في 20 يونيو 2007
- نعي الإذاعية الكبيرة صفية المهندس، الأهرام في 15 يونيو 2007